# Dzerjinscoe, Stînga Nistrului
Dzerjinscoe este un sat din Unitățile Administrativ-Teritoriale din Stînga Nistrului (Transnistria), Republica Moldova.
Conform recensământului din anul 2004, populația localității era de 1.271 locuitori, dintre care 366 (28.79%) moldoveni (români), 454 (35.71%) ucraineni si 427 (33.59%) ruși.